# LÜK

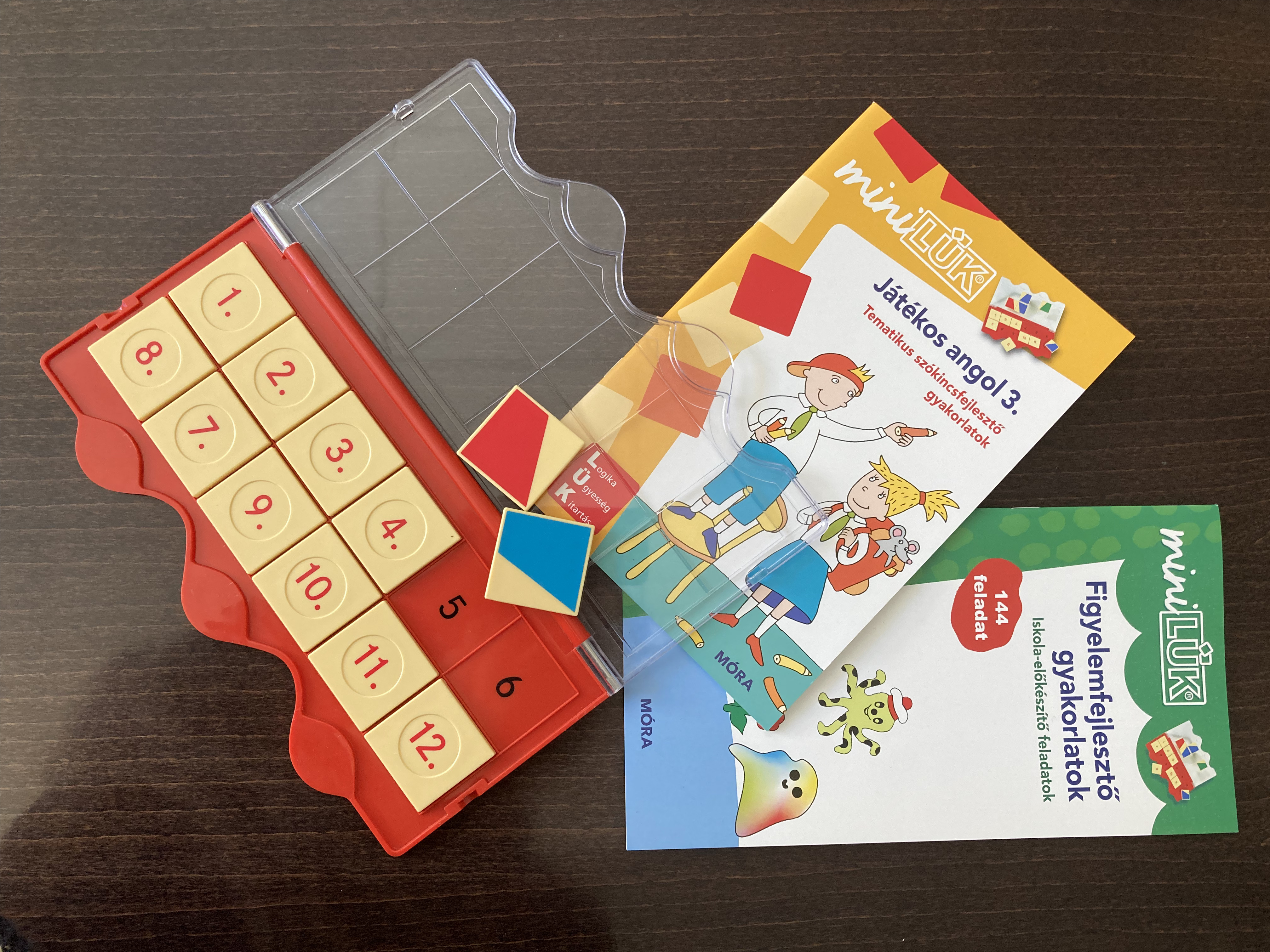
MiniLÜK okostábla és füzetek

A LÜK egy német eredetű játékos tanulási segédeszköz, melyre az jellemző, hogy a tanulók maguk is ellenőrizhetik, válaszaik helyesek-e. Különböző feladatsorozatai óvodától gimnáziumig vannak kialakítva. A LÜK (amely magyarul a Logika, Ügyesség, Kitartás nevet kapta) lényege: Tanulj, gyakorolj, ellenőrizd (ez németül Lerne, Übe, Kontrolliere, ennek kezdőbetűiből áll össze a LÜK kifejezés).
A L(ogika) Ü(gyesség) K(itartás) német nyelvterületen, több országban a közoktatás szerves részeként használt, 50 év pedagógiai tapasztalatára építő, játékos készségfejlesztő rendszer. A tanuláshoz legfontosabb képességeket fejleszti: megfigyelés, összpontosítás, kitartás, problémamegoldó gondolkodás.

## Használata
A játék egy önellenőrzést segítő biztonságos, kemény műanyag ellenőrzőtáblából, az ún. LÜK-okostáblából (hat, tizenkét vagy huszonnégy műanyag lapocskát tartalmazó tábla) és a hozzá választható több mint 100, különböző témájú füzetből áll. A táblákhoz szabadon választhatók a legkülönfélébb tematikájú füzetek a gyermek érdeklődésének, fejlesztési igényeinek függvényében. A 24–32 oldalas füzetek egyszerű, következetes, könnyen követhető felépítésükkel a készségfejlesztés ideális eszközei.

## Történet
A játék neve a Lernen Üben Kontrollieren (Tanulni, Gyakorolni, Ellenőrizni) szavak kezdőbetűiből áll. A játék szellemi atyja a német Heinz Vogel volt. 1967-ben fejlesztette ki a rendszert: a gyermekek feladatokat oldanak meg egy füzetben, amelyből a megfelelő megoldást egy ellenőrződobozba teszik, amit ha megfordítanak, láthatóvá válik a megoldókulcs. 1968-ban Vogel eladta a találmányát a német Westermann-csoportnak, ami azóta is a LÜK-licenc tulajdonosa. A tanulási-önellenőrzési rendszer rövidesen elindult nemzetközi útjára, ma már 35 országban használják, és 18 nyelvre fordították le. Az 1970-es évektől használják Ausztráliában és Új-Zélandon Tutor Systems néven, innen indult tovább Malajziába és Japánba is. Ezen kívül a LÜK megtalálható
- Veritech néven Franciaországban és Kanadában,
- YUP néven Törökországban,
- LYCK néven Svédországban,
- ARCO néven Venezuelában.[2]

Magyarországon elsőként a Dinasztia Kiadó szerezte meg a jogokat a LÜK-rendszer fejlesztésére és értékesítésére.. Azóta széles körben, az oktatás részeként használják. A folyamatos fejlesztéseknek köszönhetően több mint 100-féle füzet érhető el a magyar piacon, melyek között megtalálhatóak az eredeti német fejlesztésű füzeteken kívül kifejezetten a magyar oktatási rendszerre fejlesztett füzetek is. A Dinasztia Kiadó 2018-ban beolvadt a Móra Kiadóba, azóta a LÜK portfólióját a Móra Kiadó kezeli és fejleszti.

## Fajtái
Magyar nyelven elérhető füzetek: 
- bambinoLÜK – A legkisebbeknek

A bambinoLÜK az óvodai ismeretektől az iskola-előkészítő alapokig kíséri el a gyermeket. 3–7 év közötti, olvasni, írni, számolni még nem tudó gyerek számára készített okostábla hat darab nagyméretű lapocskája ábrákat tartalmaz. A cél az, hogy a játék folyamán a gyerekek minden felső képnek megtalálják a párját az alsó oldalon, és a felfedezett szabálynak megfelelően az okostábla mind a hat műanyag lapocskáját áthelyezzék a felső oldalról az alsó mezőkre.  A párkeresés szabályát a margón lévő képek segítségével találjuk meg. A gyorsan megoldható, egyre nehezedő feladatok egyidejűleg fejlesztenek megfigyelőképességet, problémamegoldó gondolkodást, tér- és időbeli, valamint ok-okozati összefüggések felismerését.
- miniLÜK – Játszva leszel okosabb!

A miniLÜK játék azoknak az 5–12 év közötti gyerekeknek való, akik már ismerik vagy felismerik a számokat 1–12-ig. A füzetek az iskola-előkészítő időszaktól felső tagozatig kísérik végig a gyerekeket. Az ehhez tartozó okostábla 12 darab számozott lapocskát tartalmaz, és közel százféle füzet választható hozzá elsősorban koncentrációfejlesztés, logikus gondolkodás, anyanyelv, matematika és idegen nyelv témakörökben. Ezek között az iskola-előkészítő füzetek az iskolakezdéshez szükséges képességeket fejlesztik, az iskolásoknak készült füzetek pedig osztályonként, tantárgyankénti bontásban segítik a tanórai differenciálást, színesítik a napközis foglalkozást, és könnyebbé teszik az otthoni gyakorlást.
- LÜK (24) – Mesterfokon

A 24 darab számozott műanyag lappal ellátott okostábla 7 éves kortól használható, de mivel hosszabb időt vesz igénybe a játék, és összetettebbek a feladatok, azok használják szívesen, akik nehezebb próbatételre vágynak.
- pocketLÜK – Zsebedben a tudás!

A zsebnyi méretű műanyag táblára rögzített, 24 oldalnyi cserélhető füzetke feladatait a vázon lévő kis karok segítségével oldhatják meg a gyerekek, és ellenőrizhetik annak helyességét.

## LÜK-bajnokság – az ország legjátékosabb tanulmányi versenye
Az évente megrendezésre kerülő, iskolai nevezéssel induló bajnokságra minden 2., 3. és 4. évfolyamos tanuló benevezhet. A verseny során matematika, anyanyelv és logika témakörben több fordulón keresztül kell megoldaniuk a kifejezetten erre a célra készült LÜK-feladatlapokat.
A minden év szeptemberében meghirdetésre kerülő bajnokságok során külön az osztályoknak és külön az iskoláknak fordulókat szerveznek. Ezeket a fordulókat az iskolákban a felkészítő pedagógusok segítségével novembertől bonyolítják. A kistérségi, majd területi fordulókat tavasszal az ország különböző pontjain a versenykiíró Móra Kiadó szervezi. Minden fordulóból a legjobban teljesítő versenyzők jutnak tovább a következő helyszínre. A területi fordulón minden korosztályból 3-3 versenyző jut az országos döntőbe, amit hagyományosan a Fővárosi Állat- és Növénykert Barlangtermében tartanak május végén.